# Roberto (football, 1912)
Pour les articles homonymes, voir Roberto.
Roberto Emílio da Cunha, appelé plus couramment Roberto est un footballeur international brésilien, né le 20 juin 1912 à Niterói et mort le 20 mars 1977. Il évolue au poste d'attaquant du début des années 1930 au début des années 1940.
Après des débuts au Flamengo, il joue à São Cristóvão. Il compte huit sélections pour trois buts inscrits en équipe nationale. Avec la sélection, il est finaliste de la Copa América 1937 et termine troisième de la Coupe du monde 1938.

## Biographie
En club, il évolue tout d'abord dans le club carioca du CR Flamengo entre 1933 et 1935 (19 buts en 52 matchs), avant de rejoindre de club du São Cristóvão de Futebol e Regatas de 1936 à 1942.
En international, il joue huit matchs et inscrit trois buts avec l'équipe du Brésil de 1936 à 1938,. Il est finaliste de la Copa América 1937 et termine, sous les ordres du sélectionneur brésilien Adhemar Pimenta, troisième de la Coupe du monde 1938 disputée en France.